# Merzenbach (Kocher, Kochertürn)
Der Merzenbach, am Oberlauf Osterbach und am Mittellauf Brackentalbach genannt, ist ein unter fünf Kilometer langer Bach im Stadtgebiet von Neuenstadt am Kocher im Landkreis Heilbronn im nördlichen Baden-Württemberg, der beim Dorf Kochertürn der Stadt nach insgesamt etwa südwestlichem Lauf von rechts in den unteren Kocher mündet.
Ein Dutzend Flusskilometer weiter abwärts mündet ein anderer Merzenbach bei Kochendorf in einen Mühlkanal auf der anderen Seite des Kochers.

## Geographie

### Verlauf
Der Osterbach genannte Oberlauf entsteht auf etwa 252 m ü. NHN im südwestlichen Rand des Harthäuser Waldes wenig westlich der L 1075 Züttlingen -Bürg in einer früher offenen, heute größtenteils walderfüllten Obertalmulde zwischen den Waldgewannen Prestenecker Kopf im Westen und Zwanzig Morgens im Osten; etwa hundert Meter nördlich der Quelle liegt noch heute eine knapp 5 ha große Flurinsel im Wald. Der Bach tritt schon nach etwa 200 Metern südwestlichen Laufs aus dem Wald und fließt dann als lange völlig kahler Graben in einem schmalen Grünstreifen zunächst südwärts, anfangs durch ein Spargelfeld am Rand des östlich angrenzenden Waldgewanns Osterbach, danach durch beidseits offene Ackerflur.
Nahe am linksseits in etwas Abstand stehenden Hösselinshof ändert er seinen Namen zu Brackentalbach und läuft nun lange südwestwärts. Gegen Ende dieses Abschnitts stehen sporadisch Bäume am Lauf, der hier von einem Wirtschaftsweg begleitet wird, und rechts am Hang liegt die Waldinsel Donner, deren Ostrand entlang ein nur episodisch wasserführender, gehölzbegleiteter Graben von rechts her zuläuft. Hiernach wendet sich der Bach im Gewann Äußeres Brackental westwärts und passiert, auf einem nur kurzen Stück selbst in einem Gehölz fließend, einen rund 0,3 ha großen Teich am rechten Ufer. Danach läuft wiederum von Norden her ein von einigen Quellen im Donner gespeister Graben zu und gut 300 Meter weiter im Gewann Kleines Brackental ein weiterer Graben aus dem Gewann Flüssle, beide werden längstenteils von Feldwegen begleitet.
Hiernach wendet sich der Bach wieder nach Südwesten und nimmt, inzwischen schon nahe an Kochertürn, den Namen Merzenbach an. Er fließt teils unter kleinen Baumgrundstücken und dem Friedhof des Dorfes rechts bis an den Siedlungsrand von Kochertürn, dem er dann folgt. Am linken Hang liegt ein aufgelassener und baumüberwachsener Muschelkalkbruch am Merzenrain, gleich nach diesem unterquert der Bach die am Rand der Kocheraue laufende Straße von Neuenstadt nach Kochertürn. Nach etwa 250 Metern geraden Grabenlaufs über die rechte Flussaue mündet er von rechts und auf 159,4 m ü. NHN in den unteren Kocher, etwa 150 Meter oberhalb des Streichwehrs, an dem der rechte Mühlkanal zur Kochertürner Mühle abgezweigt wird.
Der Merzenbach mündet nach insgesamt 4,6 km langem Lauf mit mittlerem Sohlgefälle von etwa 20 ‰ rund 93 Höhenmeter unterhalb seines Ursprungs.

### Einzugsgebiet
Der Merzenbach hat ein etwa 3,5 km² großes Einzugsgebiet, das sich fast 5 km weit und vergleichsweise schlank von westlichen Kammlagen im Harthäuser Wald südwestwärts bis zur Mündung bei Kochertürn erstreckt. Ganz im Norden liegt der mit etwa 293 m ü. NHN höchste Punkt in diesem Wald in der Hardthäuser Wald genannten Untergliederung des westlichen Teils des Naturraums der Kocher-Jagst-Ebenen, zu welchem etwa ein Fünftel der Gesamtfläche gehört, während der übrige tiefere und offene Anteil zum Unterraum Kocherplatten und Krumme Ebene der Hohenloher Ebene gerechnet wird.
Reihum grenzen die Einzugsgebiete der folgenden Nachbargewässer an:
- Im Norden liegt oberstes Einzugsgebiet des Kreßbachs, des einzigen Konkurrenten zur Jagst, während die anderen alle zum Kocher hin entwässern;
- im Nordosten entwässert zu diesem der Michelbach über den Buchsbach;
- im Osten verläuft die Wasserscheide längstenteils gegen den Rossbach, den letzten Zufluss des Kochers vor dem Merzenbach selbst;
- im Nordwesten verlaufen nahe an Kochertürn einige Weggräben ohne Talmulden bis an den Ortsrand und verschwinden dann wohl in der Kanalisation, während weiter oben an der nordwestlichen Wasserscheide erst dessen linker Zufluss Gluppert und ganz zuoberst der abwärtige Kocherzufluss Giesgraben selbst den Abfluss zur anderen Seite aufnimmt.

Außer im Harthäuser Wald auf den Höhenlagen ganz im Nordosten, dessen Grenze recht genau mit der Naturraumgrenze des Harthäuser Waldes zusammenfällt, steht Wald fast nur noch in der etwa einen 1⁄4 km² großen Waldinsel Donner rechts des Mittellaufes, das übrige Gebiet ist eine fast ausgeräumte Flurlandschaft mit überwiegend Äckern, ausgenommen allein einige Baumgrundstücke am Ehrenberg westlich des Donners und beidseits des Unterlaufs.
Das Einzugsgebiet liegt fast vollständig im Stadtgebiet von Neuenstadt am Kocher, ausgenommen allein knapp 1⁄7 km² Waldgebiet ganz im Nordosten, das zur Gemeinde Hardthausen am Kocher gehört. Der Neuenstädter Gebietsanteil liegt überwiegend in der Stadtteilgemarkung von Bürg, das selbst aber außerhalb liegt, und von Kochtürn. Die Besiedlung beschränkt sich auf den Hösselinshof von Bürg und den zum Bach her entwässernden kleinen Teil von Kochertürn.

### Zuflüsse und Seen
Liste der Zuflüsse und  Seen von der Quelle zur Mündung. Gewässerlänge, Seefläche, Einzugsgebiet und Höhe nach den entsprechenden Layern auf der Onlinekarte der LUBW. Andere Quellen für die Angaben sind vermerkt.
Ursprung des anfangs Osterbach genannten Merzenbachs auf etwa 252 m ü. NHN in einer Waldmulde ca. 1,2 km nördlich von Neuenstadt-Hösselinshof zwischen den Gewannen Prestenecker Kopf im Westen und Zwanzig Morgen im Osten.
- (Graben vom Sandbau), von rechts und Norden auf 204,4 m ü. NHN[LUBW 2] an der Südostspitze der Hangwaldinsel Donner in den Brackentalbach genannten Mittellauf, ca. 0,6 km und unter 0,1 km². Entsteht auf etwa 237 m ü. NHN vor dem Nordostzipfel des Gewanns Donner und läuft in durchweg unter 40 Metern Abstand an seinem Ostrand entlang.
- Passiert auf etwa 198 m ü. NHN einen Teich rechts am Ufer am Beginn des westwärtigen Laufabschnitts im Gewann Äußeres Brackental, 0,3 ha.
- (Graben aus dem Donner), von rechts und Nordnordosten auf etwa 193 m ü. NHN etwa 200 Meter nach dem vorigen, ca. 0,5 km und etwas über 0,2 km². Entspringt auf bis zu 227 m ü. NHN einigen Quellen im Donner. Längstenteils Nebengraben eines Feldweges.
- (Graben aus dem Gewann Flüßle), von rechts und Norden auf etwa 187 m ü. NHN an der Südwestwende zum Unterlauf, der später Merzenbach genannt wird, ca. 0,5 km. Entsteht auf etwa 200 m ü. NHN an einem Feldwegabzweig im Gewann Flüßle. Längstenteils Nebengraben eines Feldweges.

Mündung des Merzenbachs von rechts und Nordosten auf 159,4 m ü. NHN am Südrand vom Kochertürn. Der Bach ist 4,6 km lang und hat ein etwa 3,5 km² großes Einzugsgebiet.

## Geologie
Der überwiegende Teil des Einzugsgebietes ist mit quartär abgelagertem Löss und Lösssediment bedeckt. Die ältere mesozoische Schicht des Lettenkeupers (Erfurt-Formation) steht nur kleinflächig am linken Unterhang im Waldgewann Osterbach und etwas später nahe Hösslinshof ebenfalls am linken Hang der Talmulde an, großflächig daraufhin lange am rechten Hang bis hinunter zur letzten Laufrichtungsänderung nach Südwesten; dort sind die obersten Höhenlagen in Donner und auf dem Ehrenberg mit in Sedimentationsfolge noch höherem Gipskeuper (Grabfeld-Formation) bedeckt. Ab dieser Wende liegen rechts des Talgrundes dann quartäre Terrassensedimente. Am Austritt des Bachs in die Kocheraue gibt es linksseits einen Aufschluss im Oberen Muschelkalk, wo einst in einem inzwischen aufgelassenen Steinbruch abgebaut wurde. Etwas weiter südöstlich bietet schon außerhalb des Einzugsgebietes am rechten Kochertalhang auf dem Gelände ein weiterer ehemaliger Muschelkalk-Steinbruch einen weiteren Aufschluss in die lössedimentüberlagerte Schichtenfolge mit einer übersinterten Abbauwand, der amtlich als Geotop ausgewiesen ist.
Der Talgrund des Baches ist schon etwa ab dem Waldaustritt von einem Band eingeschwemmten Materials erfüllt; am Eintritt in die Kochertalaue bei Kochertürn hat der Bach einen kleinen Schwemmfächer abgelagert.

## Natur und Schutzgebiete
Im Bereich Ehrenberg und Donner ragt ein Wasserschutzgebiet etwas zur Hälfte ins Einzugsgebiet herein.

### LUBW
Amtliche Online-Gewässerkarte mit passendem Ausschnitt und den hier benutzten Layern: Lauf und Einzugsgebiet des Merzenbachs

Allgemeiner Einstieg ohne Voreinstellungen und Layer: Daten- und Kartendienst der Landesanstalt für Umwelt Baden-Württemberg (LUBW) (Hinweise)
1. 1 2  Höhe nach dem Höhenlinienbild auf dem Hintergrundlayer Topographische Karte.
2. 1 2 3  Höhe nach grauer Beschriftung auf dem Hintergrundlayer Topographische Karte.
3. ↑  Länge nach dem Layer Gewässernetz (AWGN).
4. 1 2  Einzugsgebiet abgemessen auf dem Hintergrundlayer Topographische Karte.
5. 1 2  Länge abgemessen auf dem Hintergrundlayer Topographische Karte.
6. ↑  Seefläche nach dem Layer Stehende Gewässer.
7. ↑  Schutzgebiet nach dem einschlägigen Layer.

### Andere Belege
1. ↑  Josef Schmithüsen: Geographische Landesaufnahme: Die naturräumlichen Einheiten auf Blatt 161 Karlsruhe. Bundesanstalt für Landeskunde, Bad Godesberg 1952. → Online-Karte (PDF; 5,1 MB)
2. ↑  Wolf-Dieter Sick: Geographische Landesaufnahme: Die naturräumlichen Einheiten auf Blatt 162 Rothenburg o. d. Tauber. Bundesanstalt für Landeskunde, Bad Godesberg 1962. → Online-Karte (PDF; 4,7 MB)
3. ↑  Geologie nach den Layern zu Geologische Karte 1:50.000 auf: Mapserver des Landesamtes für Geologie, Rohstoffe und Bergbau (LGRB) (Hinweise)